# Halibut Bay (zatoka Halifax Harbour)
Halibut Bay – zatoka (ang. bay) zatoki Halifax Harbour w kanadyjskiej prowincji Nowa Szkocja, w hrabstwie Halifax; nazwa urzędowo zatwierdzona 1 marca 1921.